# コカ・コーラボトラーズジャパン
コカ・コーラボトラーズジャパン株式会社は、コカ・コーラボトラーズジャパンホールディングス傘下の、関東地方・東海地方・南東北・近畿地方・中国地方・四国地方・九州地方（沖縄県を除く）・新潟県・山梨県の1都2府35県におけるコカ・コーラ社製品の製造・販売を行っている日本最大のコカ・コーラボトラー。子会社としてコカ･コーラ社製品および他社製品を取り扱う自動販売機オペレーション事業等を行う子会社FVジャパン株式会社を持つ。
法人格としては、コカ・コーライーストジャパン発足時からのコカ・コーラ セントラル ジャパン株式会社（初代）を引き継いでいる。本項では前身のコカ・コーライーストジャパン株式会社についても記述する。

## 概要

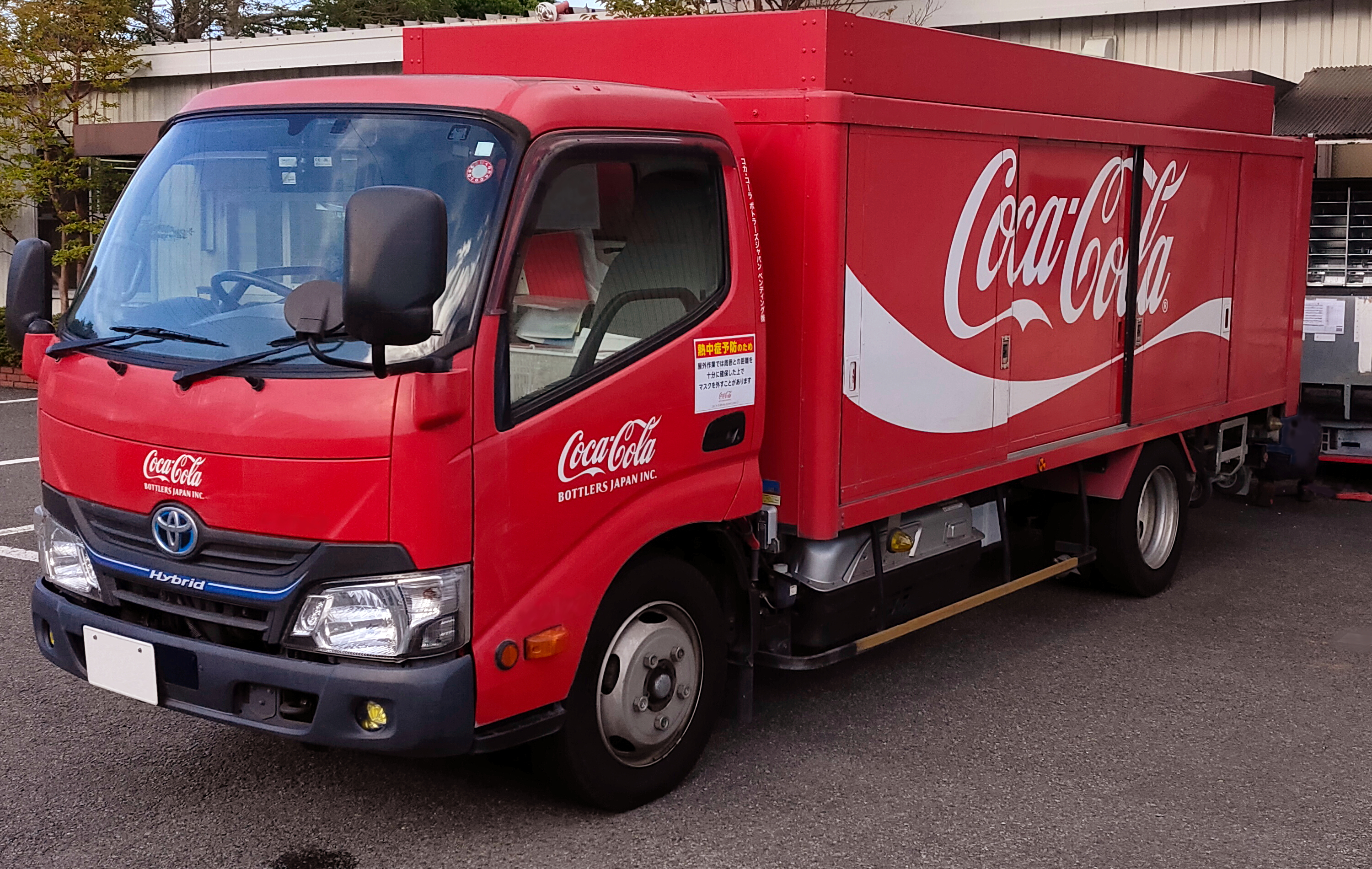
ルートトラック

日本の清涼飲料業界は少子高齢化などの影響で成長が見込めにくく、同業他社との経営競争が激しいため、経営基盤を強化することを念頭に、関東・東海地方を営業基盤とするコカ・コーラボトラー4社（コカ・コーラ セントラル ジャパン（初代）、東京コカ・コーラボトリング、三国コカ・コーラボトリング、利根コカ・コーラボトリング）の経営を持株会社方式で統合することとなった。
2013年7月1日、コカ・コーラ セントラル ジャパン（初代）が他の3社を株式交換で完全子会社化するとともに、コカ・コーラ セントラル ジャパン（初代）の事業部門を新設会社のコカ・コーラ セントラル ジャパン（2代目）に新設分割。持株会社となったコカ・コーラ セントラル ジャパン（初代）は社名をコカ・コーライーストジャパンに変更した。これに伴い、コカ・コーライーストジャパンは、コカ・コーラ セントラル ジャパン（初代）の法人格を引き継ぎ東京・名古屋の両証券取引所（名証は現在上場廃止）の上場を維持したが、東証に上場していた三国コカ・コーラボトリングは2013年6月26日をもって上場廃止となった。
2015年4月1日、仙台コカ・コーラボトリングを株式交換方式により事業統合し、南東北（福島、宮城、山形）が担当区域に加わった。また、コカ･コーラ社製品および他社製品を取り扱う自動販売機オペレーション事業や飲食店運営事業を行っていた子会社8社を統合した100％子会社、FVイーストジャパンが発足し、コカ・コーライーストジャパン発足時に26法人に及んだグループ会社は4法人となった。
2016年4月26日、コカ・コーラウエストとの経営統合へ向け協議を始めると発表。統合により、1都2府35県に展開する売上高1兆円、国内のコカ・コーラ製品の9割を担う巨大ボトラーが誕生する。ザ コカ・コーラ カンパニーから日本法人である日本コカ・コーラ社長に就任したティム・ブレットは、「東西のボトラーの統合に関して、最終的に判断するのはボトラーで、私は答える立場にありませんが、統合により市場でより効率的な運営ができるのであれば、われわれはサポートしたいと思っています。」と週刊ダイヤモンドとの取材において述べている。
2016年9月30日、持株会社「コカ・コーラボトラーズジャパン」の下で経営統合する契約の締結を発表。
2017年4月1日、当社は株式交換により、従来のコカ・コーラウエストの完全子会社となるとともに、コカ・コーラウエスト（初代）がコカ・コーラボトラーズジャパン（初代）へ商号変更することにより、経営統合を実施した。
2018年1月1日付で、コカ・コーラウエスト（2代）並びに四国コカ・コーラボトリング、コカ・コーラビジネスソーシング、コカ・コーラウエスト（2代）の子会社であるコカ・コーラウエスト販売機器サービス、コカ・コーラウエストプロダクツの5社を吸収合併した上で、商号をコカ・コーラボトラーズジャパン（2代）へ変更した。これにより、コカ・コーラボトラーズジャパン（2代）は、1都2府35県をカバーすることになった。
大輪会の加盟企業である。

### 担当区域
- 神奈川県、山梨県、静岡県、愛知県、岐阜県、三重県、埼玉県、群馬県、新潟県、千葉県、茨城県、栃木県、東京都、福島県、宮城県、山形県（旧コカ・コーライーストジャパンの区域）
- 福岡県、佐賀県、長崎県、広島県、岡山県、鳥取県、島根県、山口県、大阪府、京都府、兵庫県、滋賀県、奈良県、和歌山県、熊本県、大分県、宮崎県、鹿児島県（旧コカ・コーラウエストの区域）
- 香川県、徳島県、愛媛県、高知県（旧四国コカ・コーラボトリングの区域）

## 沿革
- 2013年7月1日 - コカ・コーライーストジャパン発足。
- 2014年
  - 1月1日 - 製造子会社4社をコカ・コーライーストジャパンプロダクツ株式会社に統合[12]。
  - 3月31日 - 三国ワイン株式会社をスペインのCVNE Excellar社に譲渡[13]。
  - 7月1日 - 物流子会社3社、機器メンテナンス子会社4社をコカ・コーライーストジャパンプロダクツ株式会社に統合[14]。
- 2015年
  - 1月1日 - 旧ボトラー社（コカ・コーラ セントラル ジャパン（2代目）、東京コカ・コーラボトリング、三国コカ・コーラボトリング、利根コカ・コーラボトリング）をコカ・コーライーストジャパンに吸収合併[15]。
  - 4月1日 - 仙台コカ・コーラボトリングを株式交換方式により事業統合[16]。FVイーストジャパン株式会社発足にともない、コカ･コーラ社製品および他社製品を取り扱う自動販売機オペレーター事業等を行う子会社8社を統合[17][18]。
- 2016年
  - 1月1日 - 仙台コカ・コーラボトリングを吸収合併・仙台社の子会社4社をCCEJ子会社2社に統合[19]。
  - 4月26日 - コカ・コーラウエストとの経営統合で基本合意したと発表。
  - 9月30日 - 東西2社が統合し、持株会社をコカ・コーラボトラーズジャパン（初代）とすることを発表。持株会社の本社機能は東京に、本店は福岡市に置くこととした[20][8]。
  - 10月1日 - コカ・コーライーストジャパンプロダクツ株式会社を吸収合併[21]。
- 2017年
  - 4月1日 - 株式交換によりコカ・コーラボトラーズジャパン（初代、コカ・コーラウエストを商号変更）の完全子会社となる。
- 2018年
  - 1月1日 - コカ・コーラウエスト（2代）、四国コカ・コーラボトリング、コカ・コーラウエスト販売機器サービス、コカ・コーラウエストプロダクツ、コカ・コーラビジネスソーシングの5社を吸収合併した上で、コカ・コーライーストジャパンの商号をコカ・コーラボトラーズジャパン（2代）へ変更。同時にコカ・コーラ カスタマーマーケティング、コカ・コーラアイ・ビー・エスの2社をコカ・コーラ・カンパニー、日本コカ・コーラ、ボトラー各社の共同出資会社から、コカ・コーラボトラーズジャパン（2代）の子会社とする[9][10]。
- 2020年
  - 6月1日 - 広島工場（三原市）の稼働開始。平成30年7月豪雨災害で水没した本郷工場の代替施設であり、旧本郷工場は本郷倉庫として存続[22]。
- 2021年
  - 4月30日 - ラグビー部の活動を2021年末で終了することを発表[23]。

## 工場
- 蔵王工場（宮城県刈田郡蔵王町: EZ→Z）

1996年に、仙台コカ・コーラボトリング仙台工場のラインを継承する形で2つの充填機を持ち炭酸飲料からコーヒー飲料まで生産可能な高速缶ライン、PETボトルライン、ポストミックスシロップ製造の3ラインで稼動開始。2000年に大型PETボトル無菌充填ライン、2007年には小型PETボトル無菌充填ラインも導入。2020年7月に無菌充填製品から炭酸飲料までの多種多様な製品の製造が可能な新ラインが稼働開始。
- 茨城工場（茨城県土浦市: EB→P）

現在はPETボトル製品、ジョージアコーヒー等の缶製品を製造。近年では特に、炭酸飲料の1.5LPET製品はこの工場で大部分が生産されている。いまや利根コカ・コーラ管轄外でも販売されている名物マックスコーヒーの250g缶の大部分はこの工場で生産され各地に出荷（マックスコーヒー500mlPET製品は無菌充填ラインが小型PETボトルに対応していない関係で海老名工場等で生産されている）。グラソービタミンウォーターの専用製造ラインも所有している。
- 埼玉工場（埼玉県比企郡吉見町: ES→L）

出自はサツキコカ・コーラキャンニングの工場であり、その後三国コカ・コーラボトリング埼玉第二工場となった。東洋製罐埼玉工場に隣接している関係から缶製品の製造に特化し、あらゆる液種・サイズの製造に対応可能で、ミニッツメイド缶製品も製造可能。関東及び東海地方出荷分の炭酸飲料の缶製品は現在この工場で集中的に生産されている。2011年に稼働率が低かったPETラインをリプレースし、無菌充填マルチPETラインに改修。2019年リキュールの酒類製造免許を取得、缶チューハイ「檸檬堂」の製造を開始。
- 岩槻工場（埼玉県さいたま市岩槻区: EW→W）

現在関東地方に出荷されているコカ・コーラ（コカ・コーラZERO等派生商品含む）の500mL PET製品はこの工場で集中的に生産され、使用される容器も工場内で成型されている（繁忙期は他工場でも生産）。この工場はコカ・コーラとその派生商品の中～大型PETの生産が大部分を占める。2014年に同工場5つ目の新ラインが稼働し、現在はファンタの1.5L PETボトルの製造も多い。2015年に旧三国アセプティック社の無菌充填ライン 2ラインが更新された。
- 多摩工場（東京都東久留米市: EA→T）

爽健美茶、紅茶花伝等の無菌充填が必要な小型PET製品、ジョージアなどのレトルト殺菌処理をしているコーヒー缶製品、コカ・コーラを中心とするリターナブル瓶製品、カナダドライをメインに炭酸飲料の500ml PET製品やポストミックスシロップ等他品種に渡り生産している大規模製造拠点である。2016年3月現在、関東、およびみちのく秋田等の各工場のリターナブル瓶製品ラインが当工場に集約・統合された結果、当該製品の生産設備は日本でもトップクラス。2022年1月に企業ミュージアム、「CCBJI Museum」を開設。
- 海老名工場（神奈川県海老名市上河内、EE→E）

PET製品ライン（茶・コーヒーの無菌充填小〜大型、炭酸・非炭酸飲料の500mL及び1.5L）、関東の他工場にないボトル缶コーヒーを有する。2014年から2015年にかけて、既存のPET3ラインをリニューアル。主に茶製品を生産している。
- 白州工場（山梨県北杜市: EH→H）

旧・白州ヘルス飲料（株）白州工場。い・ろ・は・すシリーズ（天然水／みかん／もも）を生産。同サイズの茶飲料も生産可能。2020年4月にEB（Electron Beam）滅菌システムを採用した新ライン稼働開始。
- 東海工場（愛知県東海市: ET→C）

PET製品ライン、缶製品及びボトル缶製品ラインを有する。2015年にボトル缶充填ラインを増設。
- 京都工場（京都府久世郡久御山町：WKY→WY→X）

主に缶飲料を生産しているが、大型PETボトル製品やポストミックスシロップも生産している。また、施設内に大規模な工場見学用の設備を持っている。2020年10月からアルコール飲料の製造も開始
- 明石工場（兵庫県明石市：WAK→WA→A）

アセプティック(無菌充填)ラインを有し、茶・コーヒー等の無菌充填PETボトル製品生産の拠点となっている。2009年5月に操業が停止されたコカ・コーラウエストプロダクツ滋賀工場の機能を継承した炭酸飲料の小型PETボトル製品の製造ラインが2009年6月から稼動している。
- 広島工場（広島県三原市：J）

平成30年7月豪雨被害で操業を停止した本郷工場の代替として、2018年11月に三原市内の旧シャープ三原事業所跡地を取得し建設開始、2020年6月1日稼働。無菌充填PETボトル製品生産ライン2本の他、工場見学施設も設けられている。
- 本郷工場（広島県三原市本郷町：WHO→WH→G）稼働停止

ジョージア缶製品とPETボトル製品の製造がメインで他にボトル缶製品のラインも保有していたが、2018年7月、平成30年7月豪雨による浸水で製造設備3ラインと隣接の物流拠点が被害を受け操業を停止。
- 大山工場（鳥取県西伯郡伯耆町：WDA→WD→D）

ミネラルウォーター専門工場、主に西日本に出荷される森の水だよりやい・ろ・は・すの一部を生産している。
- 小松工場（愛媛県西条市：K2→SK2→SK→SKO→WS→F）

PETボトルライン、レトルト缶(コーヒー及び茶生産)ライン、炭酸・非炭酸缶ラインの3ラインを有す。缶ラインでは埼玉工場同様、ミニッツメイド缶製品も製造可能。2011年2月から生産能力を増強した新PETボトルラインを稼働。従来の炭酸・非炭酸飲料に加え、アセプティック充填による茶飲料の生産が可能となった。製造可能なサイズも増加。2021年5月にアルコール飲料製造ライン稼働開始。かつてはボトル缶製品も生産していたが、現在は行なっていない。
- 基山工場（佐賀県三養基郡基山町：WKI→WK→Y）

缶製品、PET製品、ガラスびん製品の製造が可能な大規模工場。近年需要が増している小型PETボトル無菌充填ラインも保有。容器返却可能（リターナブル瓶）のレギュラーサイズびん製品は、旧ウエスト地域の他に四国や南九州等にも出荷されている。
- 鳥栖工場（佐賀県鳥栖市：WTO→WT→U）

レトルト缶製品、ボトル缶製品、小〜中型炭酸飲料PET製品の他に全国でも珍しい無菌充填缶コーヒーラインを保有し、主にエンブレムブランドのコーヒーを全国に出荷している。
- 熊本工場（熊本県熊本市：MKU→WKU→WU→Q）

2019年3月に新無菌充填ラインが稼働開始し、い・ろ・は・すの生産も開始。
- えびの工場（宮崎県えびの市：HEB→WEB→WE→N）

多摩、東海、蔵王、京都、小松、えびのの各工場では工場見学も行っている。
※工場名の後ろの英数字は製造所固有記号(2022年4月時点)。

## セールスオフィス等
- セールスオフィス
  - 東京セールスオフィス（旧東京コカ・コーラボトリング管轄エリア）　東京都新宿区西新宿・住友不動産新宿セントラルパークタワー
  - 柏オフィス（旧利根コカ・コーラボトリング管轄エリア）　千葉県柏市南柏中央・フィールズ南柏モール1号館
  - 桶川オフィス（旧三国コカ・コーラボトリング管轄エリア）　埼玉県桶川市加納
  - 海老名オフィス（旧富士コカ・コーラボトリング管轄エリア）　神奈川県海老名市上河内
  - 名古屋オフィス（旧中京コカ・コーラボトリング管轄エリア）　愛知県名古屋市東区砂田橋
  - 千里丘オフィス（旧近畿コカ・コーラボトリング、旧三笠コカ・コーラボトリング、旧山陽コカ・コーラボトリング管轄エリア）　大阪府摂津市千里丘
  - 高松オフィス（旧四国コカ・コーラボトリング管轄エリア）　香川県高松市香川町大野
  - 福岡セールスオフィス（旧北九州コカ・コーラボトリング、旧南九州コカコーラボトリング管轄エリア）　福岡県福岡市中央区薬院・KMGビル
- セールスセンター　管轄38都府県内に300か所以上あり

## コカ・コーライーストジャパンの中長期戦略「成長に向けたOne+ロードマップ」
2013年11月、コカ・コーライーストジャパン発足後最初の決算発表において、2017年までの中長期戦略を発表し、2017年までに営業利益率を2012年比毎年1ポイント改善することでワールドクラスのコカ・コーラボトラーの営業利益率水準に近づけていくこと、サプライチェーン改革により200～250億円のシナジー効果を創出すること、新規製造設備（最大10ライン）等への投資を中心に、400～450億円の新規の設備投資を実施していくこと、売上高を300億円程度増加させること等の目標を公表した。しかしながら、2014年夏の天候不順や新規導入ライン立ち上げの遅延等の影響を受け、2014年度の当初計画を達成できなかったことから「成長に向けたOne+ロードマップ」で公表した目標の達成は1年延期となることを2014年度の決算説明会で明らかにしている。さらに、2015年度の決算説明会において、2015年度の当初予定の業績未達の影響も踏まえ、2016年度の営業利益目標を140億円とし、毎年20億円ずつ増加させ、2018年度には営業利益180億円を目指すという目標に変更することを明らかにした。

## 関連会社
- コカ・コーラ カスタマーマーケティング
- FVジャパン
- コカ・コーラアイ・ビー・エス
- カディアック
- コカ・コーラボトラーズジャパンベンディング
- コカ・コーラボトラーズジャパンセールスサポート
- コカ・コーラジャパンベネフィット